# Merkendorf (Thüringen)
Merkendorf is een ortsteil van de stad Zeulenroda-Triebes in de Landkreis Greiz in de Duitse deelstaat Thüringen. Tot 1 december 2011 was Merkendorf een zelfstandige gemeente.